# Bierzwnica (osada)
Bierzwnica – osada w Polsce położona w województwie zachodniopomorskim, w powiecie świdwińskim, w gminie Świdwin.